# Oasis
Oasis é uma banda inglesa de rock formada no ano de 1991, na cidade de Manchester. Na sua última formação, em 2009, era composta por Liam Gallagher (vocal e pandeireta), Noel Gallagher (guitarra e vocal), Gem Archer (guitarra e teclado), Andy Bell (baixo e teclado) e Chris Sharrock (bateria e percussão). Seu estilo musical consistia basicamente do rock com ênfase no alternativo e elementos do gênero da música pop, como o britpop. Em sua existência, ocorreram várias mudanças em sua formação: originalmente era composta por Liam, Paul "Bonehead" Arthurs (guitarra), Paul "Guigsy" McGuigan (baixo), Tony McCarroll (bateria) e por último, Noel, sendo convidado a se juntar como o quinto membro, formando o núcleo musical.
O Oasis assinou contrato com a gravadora independente Creation Records em 1993, lançando seu primeiro álbum de estúdio, Definitely Maybe (1994), que continha o hit "Live Forever". Entretanto, foi através do lançamento de (What's the Story) Morning Glory? (1995), que eles alcançaram fama e sucesso mundial; o álbum esteve presente no topo das paradas musicais de diversos países — incluindo Reino Unido e Estados Unidos — inserido-o na lista dos álbuns mais vendidos do mundo, com cerca de 22 milhões de cópias vendidas. Seu êxito veio com a produção das canções "Wonderwall" e "Don't Look Back in Anger", alcançando o topo das paradas de singles e, somando o fato dos irmãos Gallagher aparecerem regularmente nos tabloides, ora por suas competições no estilo de vida, ora pelo relacionamento entre irmãos. Em agosto de 1996, realizaram dois concertos no Festival de Knebworth — na época, um dos maiores eventos ao ar livre da história britânica — totalizando um público de 280 mil, com 2,5 milhões de pessoas candidatando-se a comprar os ingressos, sendo a maior demanda por um espetáculo na história britânica. Posteriormente, lançaram Be Here Now (1997), e embora naquele período fosse o álbum mais vendido no Reino Unido, não possuía um single de sucesso. A banda consagrou-se pelo auge do fenômeno conhecido como "A Batalha Britpop", travada contra o Blur. Junto com o grupo britpop Suede, Pulp e outras integrantes musicais, eles passaram a ser considerados uma das maiores influências do movimento britpop. Em muitos aspectos assumiram grandes sucessos comerciais, creditando-os na cultura britânica.
Pouco antes da banda lançar Standing on the Shoulder of Giants (2000), Arthurs e McGuigan saíram oficialmente do grupo, sendo substituídos por Archer (guitarra) e Bell (baixo). Seu quinto material de estúdio, Heathen Chemistry (2002), obteve um melhor desempenho nas tabelas musicais, gerando apenas dois singles bem sucedidos: "The Hindu Times" e "Stop Crying Your Heart Out". Em 2004, o baterista Alan White também largou o grupo, com Zak Starkey assumindo o seu lugar — filho do ex-Beatle, Ringo Starr, e membro da banda The Who. O Oasis encontrou uma nova oportunidade de triunfo e popularidade com o lançamento de Don't Believe the Truth (2005), através das canções "Lyla", "The Importance of Being Idle" e "Let There Be Love". Após as gravações do último álbum Dig Out Your Soul (2008), Starkey, que havia se tornado um membro oficial, acabou por abandoná-los também. Com isso, o baterista Chris Sharrock foi recrutado como membro da última turnê da banda. Os integrantes remanescentes do Oasis decidiram continuar trabalhando juntos sob o nome de Beady Eye, até se separarem em 2014, com Liam seguindo carreira solo desde então. Durante o período de inatividade da banda, Noel passou a formar o Noel Gallagher's High Flying Birds, incluindo Chris Sharrock e Gem Archer. 
Atualmente, a banda lançou 7 álbuns de estúdio, encontrando-se entre os artistas recordistas de vendas, com mais de 75 milhões de álbuns vendidos mundialmente. Ganharam diversas premiações, entre eles 17 Prêmios NME, 9 Prêmios Q, 4 MTV Europe Music e 6 Prêmios Brit. Em 2024, anunciaram seu regresso às atividades com uma série de shows no Reino Unido e na Irlanda para o ano seguinte, além de um novo álbum de estúdio.

## História

### Formação e primeiros anos (1991–92)

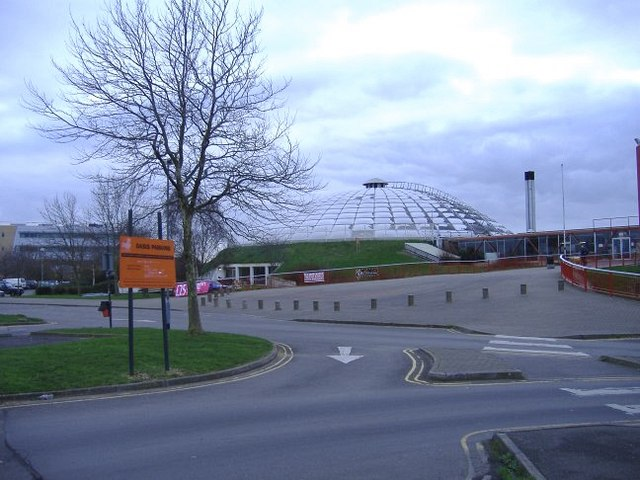
Oasis Leisure Centre, localizada em Swindon, na Inglaterra, um centro de lazer que serviu de inspiração para o nome da banda.

Inicialmente, o nome da banda era "Rain", sendo composta por pelo baixista Paul McGuigan, o guitarrista Paul "Bonehead" Arthurs, o baterista Tony McCarroll e Chris Hutton nos vocais. Insatisfeito com Hutton, Arthurs convidou e fez um teste com seu conhecido, Liam Gallagher como substituto. Liam sugeriu que o nome da banda fosse alterado para "Oasis". Essa mudança foi inspirada em um pôster da banda de rock inglesa Inspiral Carpets, que ficava preso na parede do quarto dos irmãos Gallagher's. Um dos locais que o cartaz listava era o Oasis Leisure Centre, na cidade de Swindon.
A banda atuou ao vivo pela primeira vez em 18 de agosto de 1991 no Boardwalk Club, em Manchester. Noel, que na época era um roadie das turnês do Inspiral Carpets, foi com a banda para assistir o Oasis tocar. Até então, Noel e seus amigos não achavam que musicalmente, eles chamassem a atenção por sua sonoridade. Entretanto, conseguiu enxergar potencial nos integrantes, passando a considerar a possibilidade de usar o grupo de seu irmão Liam como uma saída para uma série de canções que ele [Noel] já vinha compondo por vários anos. Com isso, se convidou a ser mais um integrante sob a condição de que ele fosse o único compositor e líder da banda, e que eles se comprometessem com uma busca séria de sucesso comercial. "Ele tinha muita coisa escrita", lembrou Arthurs. "Quando ele entrou, nós éramos uma banda fazendo uma raquete com quatro músicas. De repente, havia muitas ideias." Noel criou uma abordagem musical que baseava-se na simplicidade: com Arthurs e McGuigan tocando um som restrito de acordes, McCarroll tocando ritmos básicos e, amplificadores distorcidos, criaram um som "tão desprovido de sutileza e complexidade que soou praticamente irrefreável."

## Carreira musical

### Avanços e primeiro álbum (1993–95)

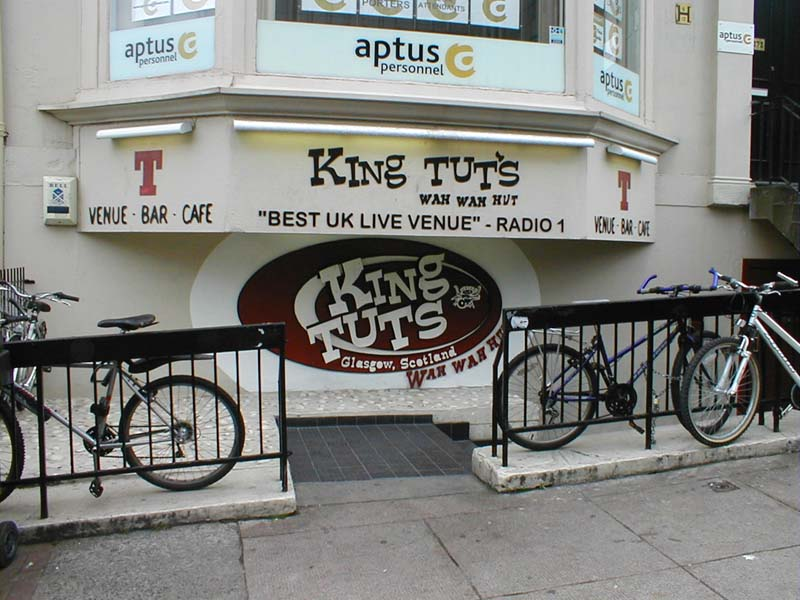
O clube King Tut's Wah Wah Hut Tut em Glasgow, local onde o grupo fez sua apresentação-teste em 1993, garantindo seu primeiro contrato com uma gravadora.

Após um ano de apresentações ao vivo, ensaios e um demo — conhecido como Live Demonstration (1993), o início da carreira profissional veio em maio de 1993, quando foram visados pelo co-proprietário da gravadora Creation Records, Alan McGee. O Oasis foi convidado por outro grupo musical, chamado Sister Lovers, a realizarem um pequeno show no King Tut's Wah Wah Hut Club, sitiado na cidade de Glasgow. Juntamente com um grupo de amigos, contrataram uma van e fizeram viagem para a cidade. Após chegaram no local indicado, foram impedidos de entrarem no clube, devido seus nomes não estarem incluídos na lista de entrada. Então, eles decidiram forçar a entrada no estabelecimento — embora a própria banda e McGee fizessem declarações contraditórias sobre a forma com que adentraram no clube. Com isso, conseguiram uma vaga para se apresentarem a McGee — estando presente para ver outro grupo musical. Com a boa impressão que os britânicos passaram ao empresário [McGee], este ofereceu um contrato de gravação. No entanto, eles não assinaram contrato imediatamente, levando vários meses para fechar o acordo.
Devido a problemas na obtenção de um contrato americano, eles assinaram um contrato universal com a Sony Music, licenciando o Oasis à Creation, no Reino Unido. Seu primeiro single lançado em abril, denominado "Supersonic" (1994), atingiu a 31ª posição nas paradas, chegando a ganhar o prêmio de "Melhor Filme Musical" em 2017, pela NME Awards. O lançamento foi seguido da canção "Shakermaker" (1994), alcançando o 11º lugar. Entretanto, a canção tornou-se um processo judicial por plágio, com a banda forçada a indenizar 500 mil dólares em danos à Coca-Cola, após a acusações de possuir palavras e melodias copiadas da canção-tema "I'd Like to Teach the World to Sing" (1971). Como material de divulgação do álbum a ser lançado, "Live Forever" (1994) foi o primeiro single a entrar no Top 10 das paradas britânicas, alcançando a quarta posição no Reino Unido e na segunda posição na Alternative Songs, nos Estados Unidos. A canção levou certificação de Platina no Reino Unido, com 600 mil unidades vendidas.
Depois das sessões de gravações e mixagens do álbum de estreia, Definitely Maybe foi lançado em 29 de agosto de 1994, vendendo cerca de 15 milhões de cópias mundialmente. O álbum estreou na liderança no Reino Unido, e no Top Heatseekers dos Estados Unidos. Em 2011, entrou na 78ª posição dos "100 Melhores Álbuns da Década de 1990" da revista Rolling Stone. Levou certificação de sétupla Platina em sua terra natal, Platina nos Estados Unidos e em mais sete países. Em 1994, Definitely Maybe ganhou na categoria de "Álbum do Ano" da NME — ganhando do Parklife (1994), de sua banda rival Blur, que alcançou a segunda posição. Entretanto, por ironia, em 1995 o álbum foi apenas nomeado na categoria de "Melhor Álbum Britânico" da Brit Awards, perdendo para Parklife; em 2006, ainda pela revista, foi nomeada como o "Melhor Álbum de Todos os Tempos".
Com um pouco mais de um ano durante a turnê Definitely Maybe Tour (1994–95) e em constantes gravações, o estilo de vida hedonista acabou afetando suas rotinas, culminando em atitudes hostis por parte de Liam durante algumas apresentações, como em um show na cidade de Los Angeles, fazendo comentários agressivos a respeito do público americano; e até mesmo acertando Noel com uma pandeireta. O incidente incomodou Noel a tal ponto dele deixar a banda temporariamente, voltando para San Francisco — este acontecimento levou à composição da canção "Talk Tonight" (1995). Após ser convencido por Tim Abbot, Noel optou por retornar e reconciliar-se com seu irmão, retomando a turnê em Minneapolis. O grupo lançou seu último single, "Cigarettes & Alcohol" (1994), acompanhado também de "Whatever", com ambas presentes nas paradas musicais. O filme-concerto Live by the Sea (1995), gravado no teatro Southend Cliffs Pavilion, na cidade de Southend-on-Sea, foi lançado dois meses antes do lançamento do segundo álbum de estúdio.

### Ascensão e fama internacional (1995–96)
Com o recente término da turnê Definitely Maybe Tour, a banda lança em abril de 1995 o primeiro single, "Some Might Say", do futuro álbum que ia ser lançado. Ao mesmo tempo, o baterista da época, Tony McCarroll, foi expulso da banda. McCarroll alegou ter sido "expulso ilegalmente", afirmando ter tido "conflito de personalidade" com os conterrâneos. Por outro lado, os Gallagher's duvidaram da habilidade musical do baterista, com Noel dizendo: "Eu gosto de Tony como um esquisito, mas ele não teria sido capaz de tocar as novas canções." McCarroll foi substituído por Alan White, sendo indicado a Noel através de Paul Weller — vocalista do The Jam. White fez sua estreia em uma performance no extinto programa musical Top of the Pops, na execução da canção "Some Might Say". De forma rápida, começaram a gravar novos materiais para seu segundo álbum em maio de 1995, no Rockfield Studios, em Monmouthshire. Em agosto, o lançamento de "Roll with It" (1995), fez com que alcançasse a liderança nas paradas escocesas.
No início de outubro lançaram (What's the Story) Morning Glory? (1995), sendo considerada a primeira obra-prima do Oasis, vendendo cerca de 347 mil cópias apenas na primeira semana, representando um dos álbuns mais vendidos do mundo, com 22 milhões de unidades vendidas mundialmente. Liderou as paradas musicais de vários países, incluindo sua terra natal — quinta posição do ranking de álbuns mais vendidos no Reino Unido — e, no Top 5 da Billboard 200, nos Estados Unidos. Morning Glory é considerado um dos melhores registros musicais da década de 1990, aparecendo em várias paradas como um dos maiores álbuns de todos os tempos. Pela Rolling Stone, está na 34ª posição dos "100 Melhores Álbuns da Década de 1990" e 378º lugar dos "500 Melhores Álbuns de Todos os Tempos". Em 1996, ganhou o Prêmio BRIT, na categoria de "Melhor Álbum Britânico do Ano" e de "Álbum do Ano" pela NME. Sua popularidade duradoura  no Reino Unido refletiu-se quando também ganharam o Prêmio BRIT em 2010, em "Álbuns de 30 Anos", encontrando-se também no livro 1001 Albums You Must Hear Before You Die.
Levou especificamente, 24 certificações de vendas — com ênfase na Europa, tendo seis milhões de unidades; Reino Unido, com 4.7 milhões; e nos Estados Unidos, com quatro milhões. O baixista Paul McGuigan deixou-os brevemente em setembro de 1995, alegando exaustão nervosa. Com isso, foi substituído por Scott McLeod, que tocou em alguns concertos da turnê, abandonando-os também mais tarde. Entretanto, McLeod mostrou arrependimento ao deixá-los, com Noel respondendo friamente que "também achava que ele [McLeod] tinha tomado a decisão errada", desejando-o "boa sorte na proteção de desemprego". Para completar a turnê, McGuigan foi convencido a retornar para a banda.
Três singles foram lançados a partir do álbum. A primeira e mais aclamada da história do grupo, "Wonderwall" (1995) recebeu inúmeros elogios, liderando o topo das tabelas na Austrália, Nova Zelândia e Alternative Songs da americana Billboard. Foi nomeado ao Prêmio Grammy de "Melhor Performance de Rock por um Duo ou Grupo com Vocais" e "Melhor Canção de Rock" em 1997. Contudo, assim como no ano anterior, também ganhou nas categorias de "Melhor Vídeo Britânico" do Prêmio BRIT, de "Melhor Canção" no MTV Europe Music Awards, e de "Melhor Single" pela NME. Está listada entre as "50 Melhores Canções da Década de 1990", na 23ª posição da Rolling Stone. Vendeu aproximadamente dois milhões de unidades no Reino Unido. O segundo single, "Don't Look Back in Anger" (1996), também teve uma boa que recepção musical, liderando as paradas musicais em seu país de origem. Em 1997, a banda foi nomeada no Prêmio BRIT de "Melhor Single Britânico", perdendo para a canção "Wannabe" (1996), do grupo feminino Spice Girls; nomeada para o MTV Europe Music Award de "MTV Select" de 1996. "Back in Anger" recebeu certificações de Platina na Itália e Japão; e dupla Platina no Reino Unido. Por fim, "Champagne Supernova" (1996) com um estilo musical do rock psicodélico, não obteve o mesmo êxito comercial comparado com os dois últimos singles. Porém, teve um bom número de vendas nos Estados Unidos, com direito a 500 mil unidades.

Apresentação da banda em março de 1995, no Castelo de Slane, Irlanda, durante a turnê Morning Glory Tour.

A Morning Glory Tour (1995–96) começou em 22 de junho de 1995 no Bath Pavilion, como um pré-aquecimento do Festival de Glastonbury que ocorreu no dia seguinte. Foi dividida em doze etapas e 103 shows ao todo, tendo vários concertos cancelados nos Estados Unidos, Austrália e Nova Zelândia — abrangendo a Europa e América do Norte; A turnê contou com a estreia do baterista Alan White e várias novas músicas do álbum que seriam lançados oficialmente em 2 de outubro daquele ano. A partir do lançamento de Morning Glory, tornaram-se uma das bandas mais respeitadas, conseguindo atrair um grande número de público durante seus concertos em estádios — com destaque aos dois shows realizados em agosto de 1996 no Festival de Knebworth, totalizando um público de 250 mil pessoas e 2.5 milhões de pessoas candidatando-se aos ingressos, sendo a maior demanda por um espetáculo na história britânica. Em agosto de 1996, durante um intervalo dos dias da turnê, a banda concordou em apresentar-se na série MTV Unplugged, no Royal Festival Hall de Londres, sendo uma das raras chances deles tocarem fora de um estádio ou festival de ampla divulgação. Entretanto, pouco antes do show, Liam recuou devido a uma "dor de garganta" repentina, com seu irmão Noel assumindo as funções vocais desacompanhado de seu irmão. A tensão entre os irmãos Gallaghers aumentou depois que descobriram que Liam decidira sentar-se na própria platéia durante a apresentação da banda: "Nunca houve nada parecido na história do rock. E foi provavelmente a primeira vez que Noel percebeu que ele poderia fazer tudo sozinho", afirmou Andy Greene. Por fim, a turnê finalizou em setembro de 1996 no Nissan Pavilion, pois queriam se concentrar na gravação de seu terceiro álbum de estúdio, lançando em outubro o álbum de vídeo ...There and Then (1996) — gravado no antigo estádio do time Manchester City F.C., Maine Road.

#### "A Batalha do Britpop"

Edição de capa de 12 de agosto de 1995. A mídia britânica estava animada com a batalha travada entre as duas bandas.

A batalha musical das bandas inglesas Blur e Oasis levou a cultura britpop aos tabloides da imprensa britânica em meados da década de 90. Inicialmente as bandas elogiavam-se umas com as outras, mas no decorrer dos anos a rivalidade de ambas aumentou. Incentivados pela mídia, os grupos se envolveram no que a imprensa apelidou de "Campeonato dos Pesos-Pesados Britânicos". A canção lançada do Oasis, "Roll with It" (1995), recebeu muita atenção depois que a gravadora Food Records decidiu mudar a data original de lançamento do single da banda Blur, "Country House" (1995), causando o que veio a ser conhecido como "A Batalha do Britpop". A disputa entre as duas bandas foi tão intensa no país, que chegou a proporções territoriais, acarretando tanto na divisão regional quanto sobre a música inglesa. Enquanto o Oasis representou o Norte da Inglaterra por conta do número de seus fãs, o Blur representava o Sul da Inglaterra pelo mesmo motivo. O evento atraiu a imaginação do público, ganhando a atenção da mídia em jornais nacionais, tabloides e notícias de televisão: "Em uma semana onde vazaram informações de que Saddam Hussein estava preparando armas nucleares, de civis que ainda estavam sendo mortos na guerra da Bósnia, ou notícias sobre o retorno do boxeador americano Mike Tyson, a mídia e os tabloides britânicos estavam totalmente focados na batalha do britpop."
A corrida também lembrou a disputa entre The Beatles vs. The Rolling Stones, durante a invasão britânica no Reino Unido na década de 60. Nessa disputa das canções, o Blur obteve um maior número de vendas, alcançando primeiro o topo das paradas musicais, com "Country House" e "Roll with It" vendendo cerca de 274 mil e 216 mil unidades, respectivamente. Em retrospectiva, em 1994 durante o lançamento de Definitely Maybe, se comparado com o álbum Parklife do Blur, este obtinha uma grande diferença no número de vendas do Oasis, como Alan McGee alegou em entrevista: "Talvez ninguém tenha percebido isso [...] mas naquela época, o Blur era três vezes maior que o Oasis. O Oasis podia nunca ter admitido esse fato a si mesmo, mas Definitely estava em torno de 600 mil unidades vendidas, e Parklife estava vendendo algo em torno de 1,5–2 milhões de exemplares. Estavam a quilômetros de nós"  [sic]. No entanto, a longo prazo, o Oasis tornou-se mais bem sucedido comercialmente, adquirindo vendas sustentadas nos Estados Unidos através dos hits "Wonderwall" e "Champagne Supernova", com o baixista do Blur, Alex James, afirmando anos mais tarde: "O Blur venceu aquela 'batalha', mas o Oasis venceu a guerra."

### Queda comercial e declínio britpop (1997–98)
Após a finalização da turnê Morning Glory Tour, o grupo reuniu-se para começar a trabalhar no seu terceiro álbum Be Here Now (1997), dando início às gravações no final de 1996 até abril de 1997, juntamente com o produtor Owen Morris, no famoso estúdio londrino, Abbey Road Studios. O processo construtivo na produção foi bastante conturbado, principalmente depois que Liam foi detido por posse de cocaína. Além desse acontecimento, havia o peso de ter que criar um material que superasse as expectativas do público, principalmente de Morning Glory. McGee afirmou à imprensa que ele era um "gênio absoluto" e venderia 20 milhões de unidades.
A firma Ignition estava interessada em administrar seu marketing publicitário no mesmo instante em que a equipe se frustrava, por conta da possibilidade do vazamento das canções pela internet, criando um sigilo neurótico na banda. De acordo com o ex-assessor de imprensa, Johnny Hopkins, "haviam constantes seguidores dizendo que eles eram a melhor coisa e isso tendia a ofuscar as críticas", acrescentando: "Nós estávamos sentados em torno de uma mesa de jantar, parecia um pouco como uma reunião de conselho. Houve uma enorme expectativa, por isso foi realmente difícil ouvi-lo como um álbum." A credibilidade interna se agravou, depois que McGee visitou-os durante a fase de mixagem, dizendo: "Eu costumava ir ao estúdio e havia tanta cocaína naquele lugar... Owen [produtor] estava fora de controle, sendo o responsável por isso." Em contra-partida, Morris respondeu: "McGee era o chefe da gravadora. Por que ele não fez algo sobre o produtor 'fora de controle'? [referindo-se a si mesmo]. Claramente o dono da gravadora [McGee] não estava no controle."
O álbum foi lançado muito antecipadamente, sendo lançado em 21 de agosto de 1997, Be Here Now recebeu avaliações mistas, vendendo 424 mil cópias somente no primeiro dia no Reino Unido, e oito milhões de exemplares em sua totalidade. Nos Estados Unidos, é considerado o álbum de maior êxito na Billboard 200 da história do grupo, alcançando a segunda posição. Suas revisões contemporâneas foram, de acordo com John Harris, uma "incrível glória assombrosa [...] Para encontrar um álbum que atraísse tantas notícias, era preciso voltar trinta anos para o lançamento do álbum Sgt. Pepper's Lonely Hearts Club Band (1967), dos Beatles." Liderou o topo das paradas em onze países distintos, incluindo pela primeira vez no Canadá. Inicialmente, apesar de ter recebido críticas positivas e obtido um forte número de unidades vendidas, o disco foi rapidamente criticado pelos avaliadores musicais e até mesmo por Noel, decorrente do excesso de produção e envaidecimento sonoro. Jon Savage identificou Be Here como "o momento em que Britpop terminou [...] deveria ser um grande recorde triunfal daquele período do gênero musical." John Meagher, do jornal The Independent, afirmou que "nós não sabíamos disso na época, mas Be Here ajudaria a sinalizar o fim da era britpop. Como muitos dos grandes movimentos culturais do final do século XX, o britpop durou apenas alguns anos, mas deixou um legado que ainda hoje é sentido com intensidade." Em 1998, foi indicada para o Prêmio BRIT de "Melhor Álbum Britânico", perdendo para o álbum Urban Hymns (1997), da banda britpop The Verve, que estava com sucesso crescente na época com o hit "Bitter Sweet Symphony". Com o lançamento da reedição do álbum em 2017, permitiu-lhes ganhar na categoria de "Melhor Reedição" pela NME.
Be Here Now gerou quatro singles: o primeiro foi "D'You Know What I Mean?", classificada na posição de número 77, na lista das "150 Melhores Canções dos Últimos 15 Anos", em 2011. A música "Stand by Me" foi lançada posteriormente, estando menos presente nas paradas musicais quanto o anterior, porém não menos reconhecida no setlist do álbum, com o avaliador musical David Fricke, afirmando: "No momento em que Liam termina o refrão, nos versos 'Fique comigo, ninguém sabe o jeito que vai ser', soa como um significado genuíno de boa fé [...] 'Stand by Me' coincidentemente se assemelha com a canção 'Don't Look Back in Anger', havendo um excesso de confiança com o estilo sonoro de 'Hey Jude' (1968) [canção dos Beatles] no final"  [sic]. A terceira promo foi a canção "All Around the World" em janeiro de 1998, tornando-se o hit número 1 mais longo da história musical britânica com seus nove minutos e meio de duração. A canção conteve três B-sides, dentre elas um cover da canção "Street Fighting Man" (1968), dos Rolling Stones. "Don't Go Away" foi lançado como último single do álbum apenas no Japão. Entretanto também atingiu as paradas americanas, como a quinta posição da Alternative Songs. Assim como a promo anterior, contém as canções na versão ao vivo de "Cigarettes and Alcohol" — gravada no show Manchester Central, "Sad Song" e "Fade Away" — copiada do álbum de caridade da War Child, The Help Album (1995), com as participações do ator e músico estadunidense, Johnny Depp e da supermodelo Kate Moss.
A turnê Be Here Now Tour (1997–98) começou em meados de junho de 1997 na Califórnia, dando suporte em aberturas dos concertos da banda de rock irlandesa U2, durante sua turnê Popmart Tour (1997–98). A digressão abrangeu o Reino Unido, Europa, América do Norte, Ásia, Oceania e América Latina, com 82 shows no total, concluindo na Cidade de México em março de 1998. A essa altura o movimento britpop estava em declínio e o Oasis não conseguia atender as expectativas com o terceiro álbum. Enquanto que eles se esforçavam para continuar com o sucesso através de seu estilo musical, a atenção começou a voltar-se para os gostos do Radiohead e The Verve, que antes tinham sido negligenciados pela mídia britânica, obtendo notoriedade com os álbuns OK Computer (1997) e Urban Hymns (1997), respectivamente.
Em novembro, a banda lançou sua primeira coletânea musical, The Masterplan (1998), sendo composto pelos B-sides que não foram incluídos nos três primeiros álbuns. Alcançou a segunda posição nas paradas do Reino Unido — coincidentemente perdendo para o primeiro greatest hits do U2, The Best of 1980-1990 & B–Sides (1998) — conseguindo vender cerca de dois milhões de cópias mundialmente. Em uma entrevista, Noel afirmou que o que era "realmente interessante de todo aquele período, eram os próprios B-sides. Há muito mais musicalidade nelas do que em Be Here Now." Após a conclusão da turnê, em meio a muitas críticas da mídia, o grupo manteve um perfil discreto.

### Crise interna e mudança no estilo musical (99–2000)
No início de 1999, a banda começou a trabalhar em seu quarto álbum de estúdio. Os primeiros detalhes foram anunciados em fevereiro, com Mike "Spike" Stent assumindo o papel de co-produtor. Àquela altura, a situação se deteriorava com a notícia de que o guitarrista, Paul "Bonehead" Arthurs, deixaria o grupo. Na época sua saída foi relatada como amigável, com Noel afirmando que Arthurs queria passar mais tempo com a família. O depoimento de Arthurs esclareceu sua partida como "concentrar-se em outras coisas". No entanto, Noel se contradizia depondo uma série de violações, como a política de "sem bebidas ou drogas" — impostas por ele mesmo [Noel], para que Liam pudesse cantar corretamente. Para piorar, duas semanas depois foi reportada a saída do baixista Paul McGuigan, com os irmãos Gallagher's realizando uma conferência à imprensa na qual asseguravam aos repórteres que "o futuro do Oasis é seguro. A história e a glória continuarão." Com apenas três membros, escolheram continuar seguindo as sessões de gravação, com Noel regravando boa parte do material acústico e baixo, correspondentes a Arthurs e McGuigan, respectivamente. Após a conclusão das gravações, começaram a procurar por membros substitutos: o primeiro integrante a ser anunciado foi o guitarrista Gem Archer. Para encontrar um baixista para compor o corpo principal da banda, levou mais tempo e esforço, pois estavam ensaiando com David Potts. No entanto, Potts renunciou e eles trouxeram Andy Bell como novo baixista — ex-guitarrista e compositor da banda Ride.
Com a extinção da Creation Records em 1999, a banda fundou sua própria gravadora, denominada Big Brother, lançando todos os seus álbuns seguintes no Reino Unido e na Irlanda. Standing on the Shoulder of Giants foi lançado em fevereiro de 2000, atingindo o topo das tabelas no Reino Unido, Itália e Irlanda. Na primeira semana, conseguiu vender 310 mil exemplares, totalizando três milhões mundialmente — relativamente baixo, levando em consideração os álbuns anteriores. Seu título faz menção à frase "sobre os ombros de gigantes", de Isaac Newton, com o arranha-céu Empire State Building na imagem de capa.
Do álbum, três singles foram lançados: o primeiro foi "Go Let It Out", liderando o topo da UK Singles Chart, Itália e Espanha; levando certificação de Prata pela BPI. O segundo, "Who Feels Love?", não obteve um bom desempenho nas paradas musicais, sendo o único da banda a não obter uma certificação na terra natal — Nos B-sides, possui um cover de "Helter Skelter", dos Beatles. Por último, "Sunday Morning Call" também não teve sucesso comercial, porém, caracterizou-se como o primeiro single da banda a apresentar Noel nos vocais do A-side e B-side. Com a saída de alguns do integrantes fundadores da banda, fizeram várias pequenas mudanças e estilos musicais, como influência do rock psicodélico e experimental. A capa trouxe um novo logotipo da banda, desenhada por Gem Archer, sendo também o primeiro lançamento do Oasis a incluir uma música escrita por Liam, intitulada "Little James".
No dia seguinte ao lançamento de Giants, deram início à turnê no Japão. A Giants Tour (2000) foi dividida em quatro etapas, estendendo-se pelos continentes asiático, europeu e norte-americano. O futuro da banda parecia frágil após Noel sair da turnê internacional em meio a rumores de um novo desentendimento com seu irmão. Noel recusou-se a tocar os 27 shows restantes da digressão, fazendo com que quatro concertos fossem cancelados, enquanto que o guitarrista Matt Deighton, o substituía. Com a notória rivalidade entre os irmãos vindo à tona mais uma vez, naquele período havia o risco de serem suas últimas apresentações. A firma do grupo tomou a frente da situação, insistindo que era "apenas uma crise temporária", ao mesmo tempo que o porta-voz do Oasis afirmou que "Matt e [guitarrista substituto] Gem Archer dividiriam o violão [...] Infelizmente, trabalhar com um novo guitarrista significaria perder alguns dos shows..."  [sic], acrescentando que Noel pretendia "se apresentar junto ao grupo somente aos shows programados no Reino Unido", sem especificar a causa da briga entre os irmãos Gallagher's. No decorrer da turnê, depois que Noel acabou retornando às etapas na Irlanda e Reino Unido, ainda eram nítidas as tensões entre os irmãos, sinalizando um futuro obscuro em relação a continuidade da banda. Durante a performance de um concerto no extinto Estádio de Wembley, em Londres, a banda se deparou com Liam em estado de embriaguez e em meio a xingamentos perante o público. A turnê finalizou em agosto de 2000 no Festival de Hultsfred, durando apenas seis meses. Em novembro daquele ano, lançaram Familiar to Millions (2000), gravado em 16 de abril no Teatro Riverside, na cidade de Milwaukee; em 21 de julho no Estádio de Wembley, recebeu críticas mistas, conseguindo vender um milhão de cópias no total.
"Deixe para o Oasis recorrer ao maior e mais vazio gesto de rock de todos: o grande LP ao vivo! Sua popularidade permaneceu inalterada na Inglaterra, que ainda os adora sem criticá-los, assim como a figurante família real britânica. Então, os irmãos Gallagher's nos deram este álbum gravado no estádio de Wembley com seu efeito cânion sonoro, diante de 70 mil espectadores cantando e aplaudindo."

### "Voltando aos trilhos" (2001–03)

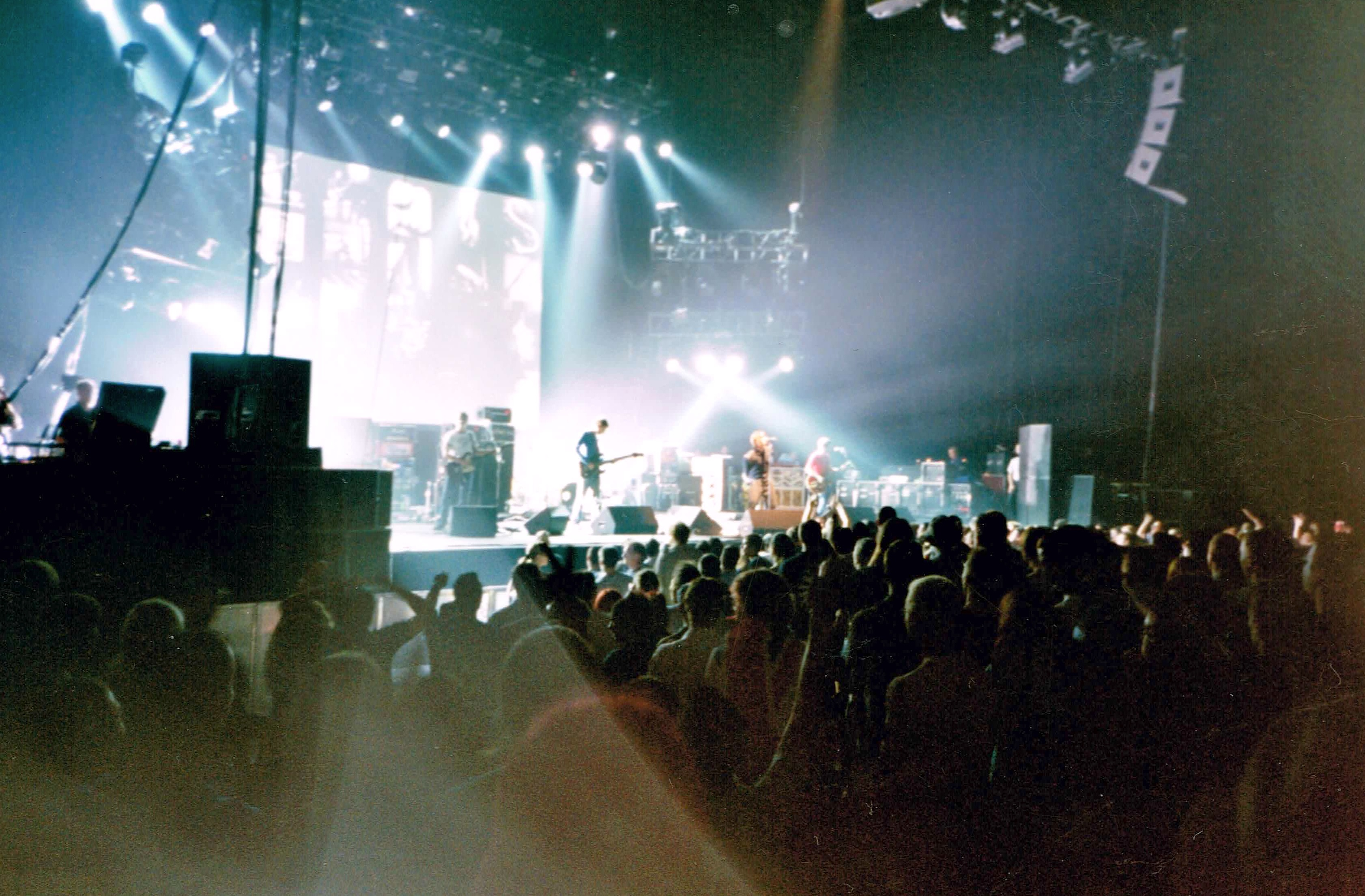
Apresentação da banda em agosto de 2002, no Centre Bell, localizado na cidade de Montreal, Canadá.

Em maio de 2001, a banda inicia a turnê The Tour of Brotherly Love (2001) juntamente com o grupo The Black Crowes, somente nos Estados Unidos e Canadá. Naquele período, os críticos musicais e a imprensa americana eram bastante ambivalentes em relação ao Oasis, já prevendo que acontecesse algum problema com os Gallagher's — como a rivalidade entre os irmãos ou problemas com bebidas e/ou drogas: "Se você já sonhou com o que teria sido um projeto duplo dos Rolling Stones–Beatles, aqui está o pior cenário possível: na América, os irmãos Gallagher's são vistos como maravilhas, um bando de artistas 'Beatles' malandros com sotaques mancunianos impenetráveis, impacientes e ansiosos por não agradarem o público"  [sic], escreveu o jornal. No entanto, a turnê recebeu boa aclamação, não havendo problemas com o que esperavam acontecer. A mini-turnê constituiu apenas 19 shows em sua totalidade, finalizando em 11 de junho de 2001, e mais um show adicional no AccorHotels Arena, dando suporte ao músico canadense Neil Young.
As gravações em estúdio para o quinto álbum começaram em outubro de 2001, sendo o primeiro material a ter contribuições significativas dos outros integrantes da banda, além do compositor Noel. O vocalista Liam contribuiu com três canções, enquanto que Bell e Archer também contribuíram com uma faixa musical. O primeiro single a ser lançado foi "The Hindu Times" (2002), como prévia do futuro material que estava para lançar. A canção obteve um bom desempenho comercial, liderando no Canadá, Escócia, Itália e Reino Unido. Em 2011, a revista NME classificou-o na 143ª posição, em sua lista das "150 Melhores Canções dos Últimos 15 anos". Também foi uma das escolhidas para serem tocadas durante a cerimônia de abertura dos Jogos Olímpicos de Verão de 2012 em Londres.
Em 17 de maio, lançam "Stop Crying Your Heart Out" (2002), sendo considerada uma canção representativa de seu país, após a derrota da Inglaterra para a seleção brasileira na Copa do Mundo FIFA de 2002. O jornalista musical Neil McCormick, afirmou: "Para ser justo, esta é provavelmente a música que as emissoras britânicas mais rodaram imagens dos lances do futebol em câmera lenta, mostrando terríveis lesões, as oportunidades perdidas e jogadores abatidos, como uma nação que já aceitara o que todos sabiam que iria acontecer de qualquer maneira." Vendendo 600 mil unidades no Reino Unido com certificação de Platina, chegou a haver uma versão cover da canção pela cantora Leona Lewis, posteriormente lançada em seu álbum, Echo (2009). Oficialmente, começaram sua digressão antes de lançar o novo material a partir de junho de 2002. No entanto, anteriormente vinham realizando vários concertos como pré-turnê desde fevereiro do mesmo ano.
Heathen Chemistry foi lançado em 1º de julho de 2002. Apesar de receber críticas mistas, o material gravado era um indício de que estavam aos poucos "voltando aos trilhos", não somente com a participação de Liam na composição, mas também de Archer e Bell. Outra característica incomum foi a presença de Noel nos vocais das canções "Force of Nature", "Little by Little" e "She Is Love"; na bateria durante a canção "Better Man". Heathen misturou os experimentos sonoros de seus trabalhos anteriores, entretanto, conservando um rock mais básico. Ao todo foram 3.5 milhões de exemplares vendidos, liderando as tabelas musicais na Irlanda, Reino Unido e Suíça. Em setembro, os singles "Little by Little" e "She Is Love" foram lançadas no mesmo dia, sendo o único A-side uma da outra, contendo o cover da canção "My Generation" (1965), da banda The Who. A primeira [Little by Little] obteve um sucesso regular, alcançando a quinta posição na Itália e permanecendo por um período de 16 semanas. Em dezembro, durante o decorrer da turnê, apesar da notável mudança no estilo de vida de alguns dos integrantes, houve recaídas em determinados períodos, como o envolvimento de brigas em pubs, com testes que comprovavam que Liam estavera sob uso de drogas. Durante o acontecimento, devido a agressão física em um policial, três integrantes vieram a ser multados a pagarem uma indenização de 250 mil euros. Por último, a canção "Songbird" foi lançada como single em fevereiro de 2003, caracterizando-se por ter sido composta por Liam, chegando à primeira posição na Escócia e vendendo 200 mil cópias no Reino Unido. A Heathen Chemistry Tour (2002–03) estendeu-se até 12 de março de 2003, com finalização em Berlim.

### Retorno à popularidade (2004–07)
Após a pausa do pós-término da turnê passada, a banda planejara começar a gravar o que seria o sexto álbum de estúdio. Entretanto, o baterista de longa data, Alan White, decidiu deixar o grupo no início de janeiro de 2004, adiando seu lançamento. Apesar disso, na época, a porta-voz dos integrantes alegou que White "foi convidado a deixar o Oasis pelos outros membros", acrescentando que "não havia planos para quem fosse substituí-lo" e por estarem trabalhando junto com a banda Death in Vegas, "as sessões de gravações que estavam agendadas, não seriam afetadas."
Em maio de 2004, foi confirmado a notícia de que Zak Starkey — baterista do The Who e filho do ex-Beatle Ringo Starr —, seria o novo substituto de White. Starkey ainda não era considerado um membro oficial, porém, até então, começou a ganhar notoriedade tocando em grandes shows, como no Festival de Glastonbury de 2004, a uma estimativa total de 150 mil pessoas. Durante a apresentação, incluiu-se duas canções inéditas — que posteriormente foram lançadas no futuro material: as músicas "A Bell Will Ring", escrita por Archer, e "The Meaning of Soul", por Liam. A apresentação recebeu críticas negativas, com a revista NME chamando de "desastre". Tom Bishop, da BBC, afirmou que o evento teve "um desempenho medíocre e sem mudanças, provocando uma recepção mista dos fãs", principalmente por causa do canto sem inspiração do vocalista e falta de afinidade de Starkey com as canções da banda. Em setembro de 2004, a banda lança um vídeo em comemoração ao 10º aniversário do álbum Definitely Maybe (1994), ganhando o prêmio na categoria de "Melhor DVD".
Apesar de estarem gravando novos materiais musicais desde a saída de White, eles não ficavam satisfeitos com os resultados, como Noel disse: "Infelizmente, após o processo de gravação nós decidimos que não gostávamos de nada." Depois de muitos problemas, o álbum foi finalmente finalizado. O produtor Dave Sardy assumiu o papel principal de Noel, que decidiu se afastar do dever após uma década de liderança na banda. Don't Believe the Truth foi lançado em maio de 2005, cumprindo seu contrato com a gravadora Sony Music, seguindo o mesmo caminho de Heathen Chemistry, como sendo um projeto colaborativo, ao invés de um álbum escrito somente por Noel. Recebendo críticas favoráveis, Stephen Thomas Erlewine publicou que "[...] todos os pequenos detalhes, desde sua composição até os arranjos soltos e a volta desafiante à sua marca registrada, fez com que o álbum fosse o mais próximo sucesso desde o auge do britpop, quando eles eram uma das maiores e melhores bandas do mundo"  [sic]. Noel chegou a afirmar que foi o "melhor álbum desde Morning Glory".
Don't Believe the Truth liderou o ranking italiano, permanecendo por um período de 33 semanas consecutivas. Nos Estados Unidos, esteve na 12ª posição da Billboard 200 e Top Albums Sales; e Canadá, mantendo-se na terceira posição — sem contar estar presente em mais de seis paradas musicais diferentes, no Top 5. Vendendo sete milhões de unidades, ganhou certificação única, dupla e tripla Platina no Japão, Irlanda e Reino Unido, respectivamente. Em 2006, recebeu nomeações na edição japonesa do Prêmio MTV Video Music, Prêmio NME e Prêmios Q, nas categorias de "Melhor Álbum do Ano" e "Melhor Álbum", respectivamente. Foram lançados três promoções para divulgamento de Truth. A primeira foi a canção "Lyla", chegando a estar no topo da UK Singles Chart, Top 5 na Espanha, Itália, Dinamarca, Finlândia e Canadá. Também foi nomeada ao Prêmio MTV no Japão, nas categorias de "Melhor Vídeo de Grupo" e "Melhor Vídeo Musical do Ano". "The Importance of Being Idle" foi lançado em agosto de 2005 como segundo single, estreando na liderança no Reino Unido e Itália; com 200 mil cópias do single vendidas em seu país de origem. "The Importance of Being Idle" lhes garantiu o Prêmio NME de "Melhor Vídeo" e indicado para "Melhor Canção Britânica"; indicação ao Prêmio Q nas categorias de "Melhor Vídeo" e "Canção". Por fim, "Let There Be Love" foi a terceira e última promo do álbum, obtendo uma modesta presença nas paradas musicais, alcançando a segunda colocação na Itália e Reino Unido; e primeira posição na Escócia.
A turnê que deu apoio ao álbum começou em maio de 2005. Alexis Petridis, do The Guardian, afirmou que o show de abertura da banda no London Astoria foi "uma jogada inteligente. Se tocando em festivais, como o Glastonbury, vieram a ser uma catástrofe — com sua terrível tendência ao esplendor —, tocar em pequenos locais trouxe o seu melhor: o som do violão que eles pegaram do Sex Pistols, parecia mais profundo e empolgante, com o vocal mais sarcástico de Liam, mais 'fermentado' e ameaçador", enquanto Andy Gill alegara que "o show foi definido por uma série de grandes cantos comunitários [...] durante o qual fica claro que o grande presente do Oasis ao pop foi trazer a torcida de futebol ao salão de concertos"  [sic]. A Truth Tour passou pelos continentes da Europa, Ásia, América do Norte e pela primeira vez, na América do Sul, finalizando no final de março de 2006, na Cidade do México.
Com o lançamento de seu primeiro best of em novembro daquele ano, Stop the Clocks (2006) incluiu dois discos contendo 18 canções — sendo a maioria, singles de sucesso juntamente com B-sides. Quando o lançamento do álbum foi anunciada pela primeira vez em julho de 2006, logo especularam que a canção "Stop the Clocks" seria incluída como faixa bônus. No entanto, em uma entrevista com Noel, ela não seria inserida por não gostarem de nenhuma versão gravada da canção. Em geral, com uma boa recepção musical por parte dos críticos, o greatest hits conseguiu alcançar a liderança no Japão, recebendo certificações de quádrupla e quíntupla Platina na Irlanda e Reino Unido, respectivamente. Naquela época também lançaram um novo vídeo musical da canção "The Masterplan" — B-side de "Wonderwall" (1995), como forma de promoção de Stop the Clocks.
Em outubro de 2007 lançaram Lord Don't Slow Me Down, um documentário feito durante a turnê Truth Tour, conseguindo ganhar uma certificação de Platina na Inglaterra. Também foi lançada uma canção homônima (2007) em download digital, estreando na 10ª posição na UK Singles Chart.

### Trabalhos finais (2007–10)

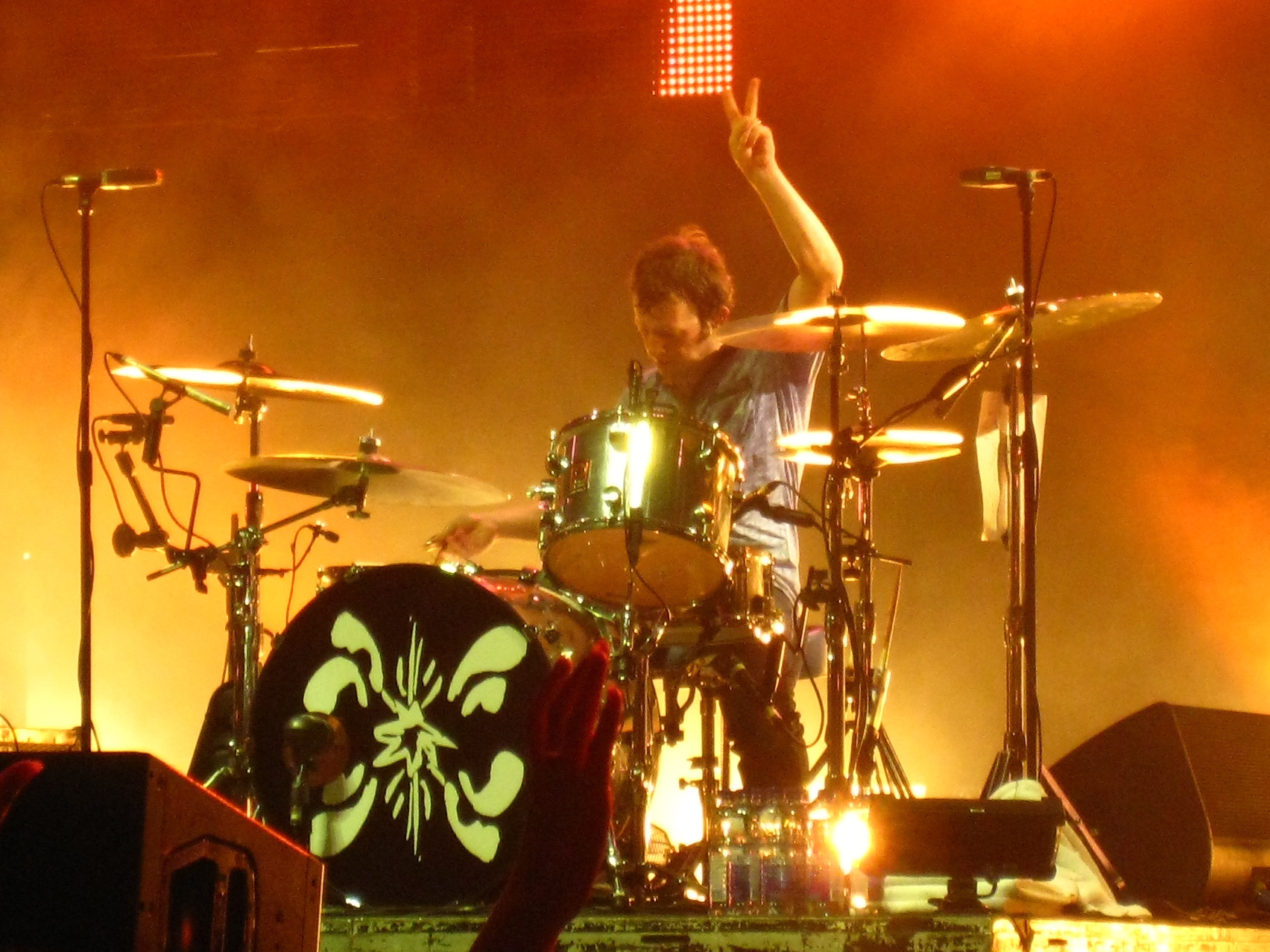
Após a saída de Zak, o baterista Chris Sharrock o substituiu somente durante a fase de shows.

Para a nova gravação do material, o grupo reuniu-se com o produtor Dave Sardy no Abbey Road Studios em Westminster. As sessões começaram em julho de 2007, realizando uma pausa em decorrência do nascimento do segundo filho de Noel, Donovan MacDonald, e retornando aos estúdios no início de novembro. Em uma entrevista, Noel afirmou: "Curiosamente, todos nós escrevemos separadamente, mas por alguma razão todas as músicas soam como se tivessem algo em comum. Temos nos concentrado nos grooves [...] Literalmente não tenho mais nada a escrever. Escrevi sobre ser um jovem, escrevi sobre ser uma estrela do rock, escrevi sobre viver a vida na cidade grande, tenho revisitado algumas das minhas viagens mais psicodélicas... colocando-as na música." As gravações terminaram em março de 2008. Em maio de 2008, Zak Starkey deixou a banda após gravar as últimas etapas do sétimo álbum. Starkey foi substituído pelo baterista Chris Sharrock durante a turnê, entretanto, Chris não era um membro oficial e o Oasis permaneceu como um quarteto. Em junho de 2008, a banda voltou a assinar com a Sony BMG para um contrato de três álbuns. Em setembro, como forma de divulgar a nova lista de faixas, optaram por lançar a canção "The Shock of the Lightning" (2008) como primeira promo principal, uma semana antes de lançá-lo. A canção recebeu uma boa recepção dos críticos musicais, ganhando pontuação de 4 e 4.5 em um total de 5 estrelas, pela The Guardian e AllMusic, respectivamente. Alcançou a primeira posição na Escócia e UK Indie Chart, bem como no Top 5 da Suécia e UK Singles Charts.
Enquanto se apresentavam na cidade de Toronto, um expectador subiu ao palco e agrediu fisicamente Noel, vindo a sofrer três costelas quebradas e desalojadas como resultado do ataque, acarretando no cancelamento de vários shows enquanto ele se recuperava. Em outubro de 2008, a banda lançou o último material gravado em estúdio, Dig Out Your Soul. Apesar de ter recebido uma avaliação mediana pela Metacritic, ganhou críticas favoráveis. Alcançou aproximadamente vinte paradas musicais, chegando à primeira posição na Itália e, entre os únicos cinco álbuns da banda presente na Billboard 200, na quinta colocação. Ganhou certificações de Ouro e dupla Platina, no Japão e Reino Unido, respectivamente. Na primeira semana de dezembro, lançaram o segundo single, denominado "I'm Outta Time", alcançou a liderança na Escócia e UK Indie Chart.
Em fevereiro de 2009, o grupo recebeu o Prêmio NME na categoria de "Melhor Banda Britânica de 2009", No mês seguinte a banda lançou "Falling Down", sendo o último single lançado pelo Oasis, obtendo pouco êxito nas tabelas musicais. Em junho de 2009, chegaram a tocar um concerto no total de três shows, no Heaton Park, na cidade de Manchester; devido a uma falha no gerador, vindo a declarar que o show seria gratuito, com um público de 70 mil pessoas e, 20 mil reivindicando reembolso. A turnê que suportou o álbum perdurou até final de agosto de 2009, quando Noel decidiu abandonar o grupo.

#### Saída de Noel e fim da banda (2009)
Como resultado de Liam ter sofrido laringite, cancelaram um show em agosto de 2009. Entretanto, anos mais tarde, segundo o jornal britânico Daily Mail, publicou uma nota afirmando que Noel declarou que o show foi cancelado devido Liam estar sob efeito de álcool. Liam então processou Noel por mentir sobre esse assunto e pediu um pedido de desculpas publicamente, com o vocalista dizendo: "Eu queria que os nossos fãs, e outros que estavam no festival, soubessem a verdade [...] A verdade é que eu estava com laringite, que Noel tinha plena consciência naquela manhã, diagnosticada por um médico." Mais tarde, Noel pediu desculpas e a ação foi suspensa. A tensão entre os irmãos Gallagher's aumentou depois de uma briga entre eles nos bastidores, com direito a agressões verbais e físicas. No dia 28 de agosto de 2009, o empresário da banda anuncia o cancelamento de outro show, durante um festival de rock, nas proximidades de Paris e, algumas horas após o ocorrido, Noel oficializa sua saída da banda, através do site oficial:
"É com tristeza e grande alívio dizer que deixei o Oasis hoje à noite. As pessoas vão escrever e dizer o que gostam, mas eu simplesmente não poderia continuar trabalhando com Liam por mais um só dia. Desculpe a todas as pessoas que compraram ingressos para os shows de Paris, Konstanz e Milão."

### Período após o término (2010–24)
| Oasis                    | "Esse cara [Noel] vai voltar rastejando em breve. Ele acha que é o líder, acha que toda decisão que ele toma é certa... eu comecei essa banda de fados. Eu sou o Oasis." | Oasis |
| — Liam, sobre seu irmão. | |       |

Em fevereiro de 2010, o Oasis ganhou o prêmio de "Melhor Álbum Britânico dos Últimos 30 Anos" no Brit Awards de 2010. Liam Gallagher recebeu o prêmio sozinho antes de apresentar seu discurso, agradecendo aos ex-integrantes, Bonehead, McGuigan e Alan White, mas não a seu irmão; chegando a arremessar o microfone. Posteriormente ao fato, em março de 2010, Liam defendeu suas ações na cerimônia de premiação, dizendo: "Estou cansado de tudo sobre mim e meu irmão. Nos últimos meses têm sido tudo sobre nós [...] E achei que foi um bom gesto para dar isso aos fãs, obviamente, ele foi mal interpretado como de costume." Em junho, foi lançado o álbum Time Flies... 1994-2009 (2010), como forma de despedida. A decisão de fazer a coletânea e a ordem da lista de faixas foi decidida por Noel, lançando no YouTube sobre a coleção. O greatest hits esteve presente nas tabelas musicais em mais de 15 países, atingindo a posição de número 1 na Escócia, Grécia e Reino Unido e, Top 10 na Itália, Japão e Coreia do Sul. Na versão padrão do álbum-duplo, continha 27 singles — incluindo as canções "Whatever" e "Lord Don't Slow Me Down", que não foram lançadas em álbum — chegando a vender mais de 101 mil exemplares, somente na primeira semana de lançamento no Reino Unido.
Em julho de 2011, a Absolute Radio enviou um vídeo para o YouTube, onde Noel falava sobre a noite em que o Oasis terminou. Noel afirmou que, "se tivesse tempo de novo, eu teria voltado e feito o show. Eu teria feito aquele show e teria feito o próximo também com todos os membros, teríamos ido embora e poderíamos provavelmente ter discutido isso. Nós poderíamos nunca ter terminado." Em fevereiro de 2014, foi anunciado no site oficial da banda que os três primeiros álbuns de estúdio seriam reeditados, remasterizados e relançados durante para comemorar o 20º aniversário de Definitely Maybe. Uma versão remasterizada de três discos de Definitely foi lançada em maio de 2014.

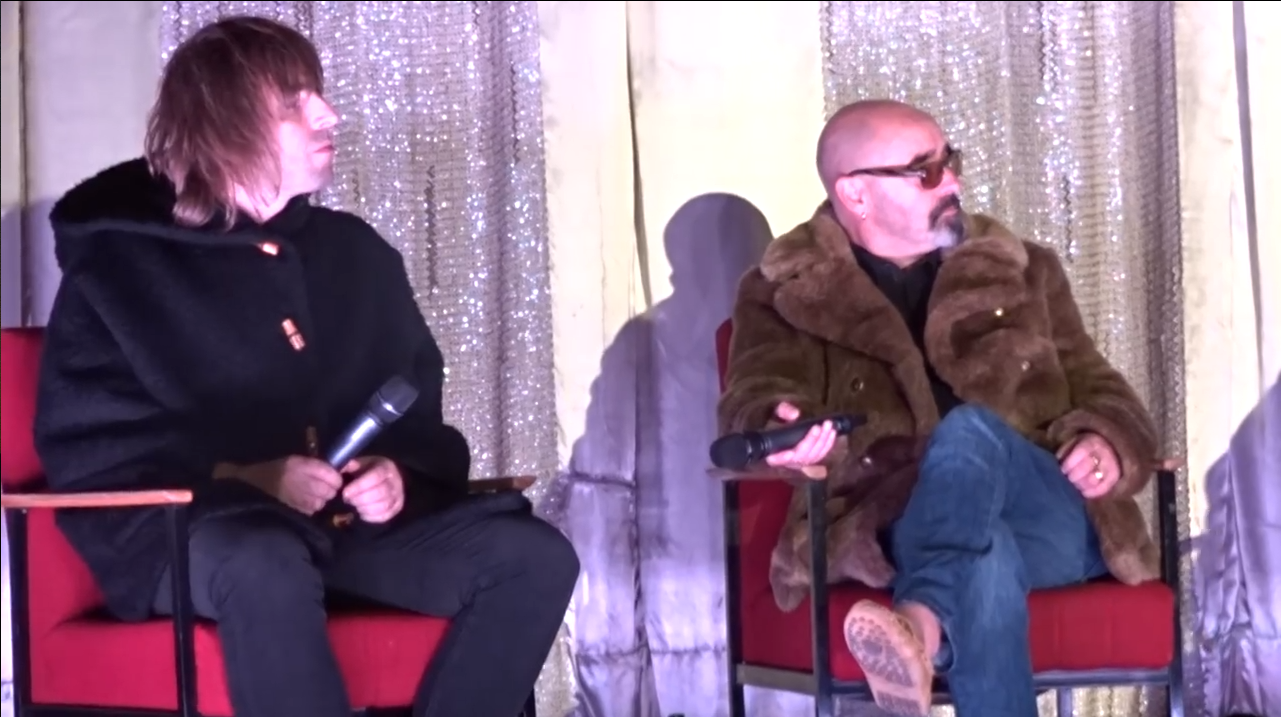
Liam e Paul na estreia do documentário Oasis: Supersonic em Berlin.

Em outubro de 2016, o documentário Oasis: Supersonic foi lançado, narrando a história do Oasis desde o seu início até o auge de sua fama durante o verão de 1996. Produzido pela mesma equipe ganhadora do Óscar — por ter produzido o filme biográfico (2015) de Amy Winehouse —, o documentário apresentou filmagens pessoais, bem como material de arquivo nunca antes visto e entrevistas com a banda. Em 2017, o grupo ganhou dois Prêmios NME: Oasis: Supersonic na categoria de "Melhor Filme Musical" e Be Here Now de "Melhor Reedição".
Em dezembro de 2018, em meio a especulações, cogitou-se inicialmente o retorno da banda durante alguns shows. Entretanto, Noel declarou que não voltaria, decorrente dos "comentários que Liam fez sobre Sara MacDonald [esposa de Noel], estão na lista de motivos para não querer voltar." O cantor também questionou as intenções de Liam em reunir o antigo grupo, dizendo: "Ele não teria deixado o palco em pleno show, 25 vezes ao longo da carreira, se realmente se importasse com os fãs", e que ia preferir "cantar na rua a voltar ao Oasis". Em fevereiro de 2019, Liam anunciou que havia sido informado por seu irmão que ele o processaria, caso o documentário As It Was (2019) contivesse Liam cantando canções do Oasis. Liam havia anunciado o lançamento do documentário no início daquele mês. Em março de 2020, Liam anunciou novamente o interesse de reunir a banda com seu irmão quando a pandemia de COVID-19 terminar, a fim de arrecadar dinheiro para uma instituição de caridade do Serviço Nacional de Saúde (NHS). No final de abril do mesmo ano, Noel anunciou previamente que o ex-grupo estava lançando um demo chamado "Don't Stop..." (2020). A canção, anteriormente conhecida apenas como uma gravação realizada na cidade de Hong Kong, foi redescoberta durante a pandemia do COVID-19, sendo a primeira canção lançada pelo grupo após dez anos do término.
Em maio de 2021, a banda divulgou que iria lançar um documentário. Dois meses depois — em comemoração ao 25.º aniversário dos dois concertos do grupo no Knebworth Park em agosto de 1996 — o documentário do show intitulado de Oasis Knebworth 1996 (2021), combina entrevistas, imagens de arquivos e shows inéditos de ambas as noites, lançado em 23 de setembro de 2021 nos cinemas; enquanto que na mídia doméstica, lançado em 19 de novembro de 2021 — junto com um álbum duplo ao vivo de mesmo nome, contendo 20 canções de ambas as noites. O lançamento marca a primeira vez que a filmagem dos dois shows foi lançada.

#### Beady Eye
Em outubro de 2009, Liam afirmou que continuaria seguindo a carreira sem o irmão, compondo novas canções e que continuariam como um novo grupo musical: "Estamos fazendo algumas coisas no momento [...] Não o Oasis... Oasis está acabado. Todos, exceto Noel."
Em 2010, foi anunciado o novo nome da banda, Beady Eye; e que não iriam tocar as canções do Oasis durante sua turnê. Na entrevista ao jornal The Sunday Times de Londres, o vocalista alegou que teria como objetivo superar o fim do Oasis: "Vai ser maior [...] Não tenho dúvidas sobre a música, não tenho dúvidas sobre mim. Eu nunca soei melhor." Segundo Andy Bell, o produtor Steve Lillywhite chamou a atenção do grupo Beady Eye: "Ele ligou quase imediatamente quando o Oasis terminou, e disse: 'O que está acontecendo?'. Ele ouviu que estávamos reunindo uma banda e afirmou: 'Eu quero fazer um álbum, ou pelo menos colocar meu nome nele'."
Seu primeiro single foi lançado, em anunciação ao primeiro álbum de estúdio, Different Gear, Still Speeding, lançada em 28 de fevereiro de 2011. O álbum foi gravado em Londres e produzido por Steve Lillywhite. A banda fez uma pequena turnê promocional no Reino Unido e na Europa em março de 2011. Após uma apresentação na Brixton Academy, eles lançaram um cover da canção "Across the Universe" (1970), originalmente dos Beatles, como um único single para download, para a Cruz Vermelha Britânica.
Em fevereiro de 2012, Liam afirmou que eles tocariam algumas músicas do Oasis. Em agosto de 2012, Noel recusou o convite de Liam para tocar "Wonderwall" junto com a Beady Eye, durante a cerimônia de encerramento dos Jogos Olímpicos de Verão de 2012, em Londres. Em abril de 2013, divulgaram o lançamento da primeira promo do segundo álbum, estreando na rádio californiana KCRW, em 5 de abril. Alguns dias depois, o vocalista anunciou que o álbum BE seria lançado em 10 de junho de 2013, sendo produzido por David Sitek. O grupo abriu o Festival de Glastonbury de 2013, com uma apresentação não-faturada, apesar de Liam ter afirmado anteriormente que ele nunca voltaria ao festival. Sua turnê incluindo as datas do V Festival foi interrompida, devido uma lesão na cabeça sofrida pelo guitarrista Gem Archer, em sua residência. Em outubro, tocaram no A Night For Jon Brookes, um concerto em homenagem ao falecimento ex-baterista da banda britânica The Charlatans, Jon Brookes. O ex-guitarrista do Oasis, Paul "Bonehead" Arthurs, juntou-se à banda no lugar de Archer, que supostamente estava na plateia. No set de seus covers, estavam incluídas as canções "My Sweet Lord" (1970), de George Harrison; "Live Forever" (ambas, 1994) e "Columbia", do Oasis. Em outubro de 2014, Liam Gallagher anunciou que o Beady Eye iria se desfazer. Em seu Twitter, afirmou "não mais", referindo-se à banda e agradecendo aos fãs pelo apoio.
Com o fim da Beady Eye, Liam afirmou que não tinha intenções de seguir uma carreira solo. Contudo em 2016, mostrou-se interessado em lançar um material solo para o ano seguinte. Em 2017, fez várias apresentações em festivais, como o Glastonbury, Lollapalooza — tendo que abandonar o show por problemas vocais —, festivais de Reading e Leeds e, até mesmo no concerto beneficente criado pela cantora Ariana Grande, One Love Manchester, em resposta ao atentado à bomba em seu show em Manchester, duas semanas antes; e demais festivais. Por fim, o vocalista lançou seu primeiro álbum em outubro, As You Were (2017), dando início ao seu projeto solo.

#### Noel Gallagher's High Flying Birds

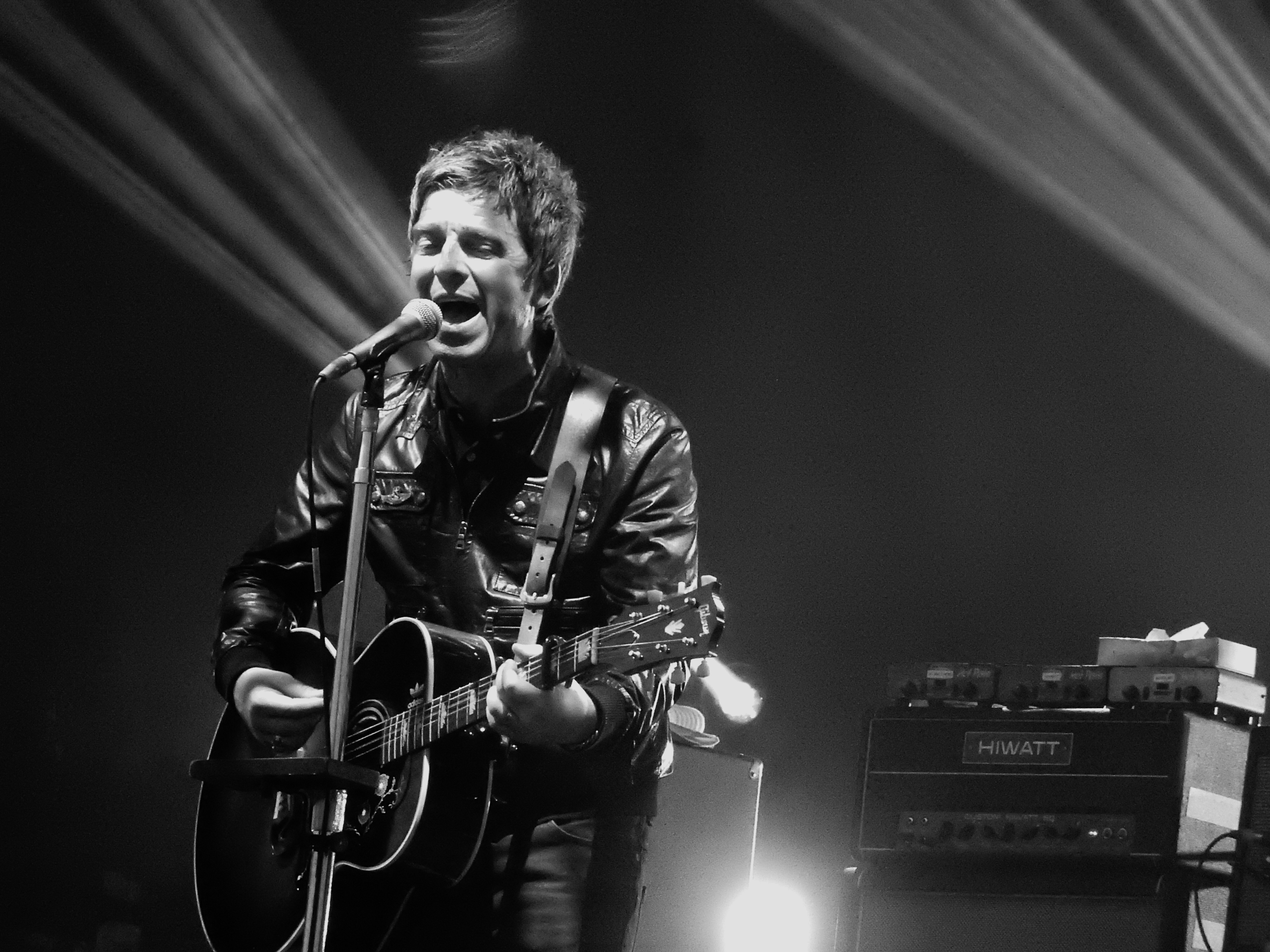
Após sua saída do Oasis, Noel fundou seu próprio grupo musical, em 2010.

Os planos de carreira solo de Noel começou a definir-se dois anos depois do fim do Oasis, em julho de 2011, realizando uma conferência de imprensa em Londres, na qual anunciou que a Noel Gallagher's High Flying Birds lançaria um álbum no final do ano, e uma segunda colaboração com o Amorphous Androgynous em 2012. Ainda naquele mês, lançou seu primeiro single, e posteriormente confirmando os próximos a serem lançados.
O álbum de mesmo nome (2011) do grupo foi lançado em outubro, com participação de Dave Sardy na produção musical. Com o lançamento do EP Songs from the Great White North... (2012), Noel afirmou que parecia "um pouco com o álbum The Dark Side of the Moon (1973), do Pink Floyd. O som é semelhante ao High Flying Birds, porém, mais psicodélico e tropeçado. Não é um projeto eletrônico. As pessoas estão tirando essa conclusão devido o Amorphous Androgynous costuma ter equipamentos eletrônicos." Em fevereiro de 2014, começaram a trabalhar em um novo material para seu segundo álbum, tendo participações de vários músicos — como Johnny Marr, guitarrista da banda de rock britânica The Smiths —, com as sessões ocorrendo no Abbey Road Studios. Também, a novidade naquele período foi a inclusão guitarrista Paul Stacey, que já tinha um histórico musical com o Oasis. Possuindo uma boa avaliação, Chasing Yesterday (2015) foi liberado em fevereiro, conseguindo ganhar o Prêmio Q de 2015, na categoria de "Melhor Álbum".
Em 2016, para o lançamento de seu terceiro álbum, Who Built the Moon? (2017), Noel convocou os ex-membros do Oasis e Beady Eye, como o baterista Chris Sharrock — substituindo Stacey, e o guitarrista Gem Archer; com várias participações musicais, como Paul Weller, membro do grupo punk rock britânica, The Jam. Como forma de divulgação do material, em julho a banda deu suporte ao 30º aniversário (2017) da turnê The Joshua Tree Tour (1987) do grupo irlandês, U2. Em fevereiro de 2018, deu início a sua própria turnê.

### Turnê de reunião (2024–presente)
Em agosto de 2024, o grupo anunciou sua primeira turnê desde o fim da banda em 2009, Oasis Live '25 Tour, afirmando: "As armas silenciaram. As estrelas se alinharam. A grande espera acabou. Venha ver. Não será televisionado." Os primeiros shows ocorrerão em 2025 no Reino Unido e na Irlanda. Liam publicou em seu Twitter que novos membros poderiam se juntar à banda na turnê, e que o grupo havia finalizado um novo álbum de estúdio.

## Estilo musical

### Vocal e instrumentação

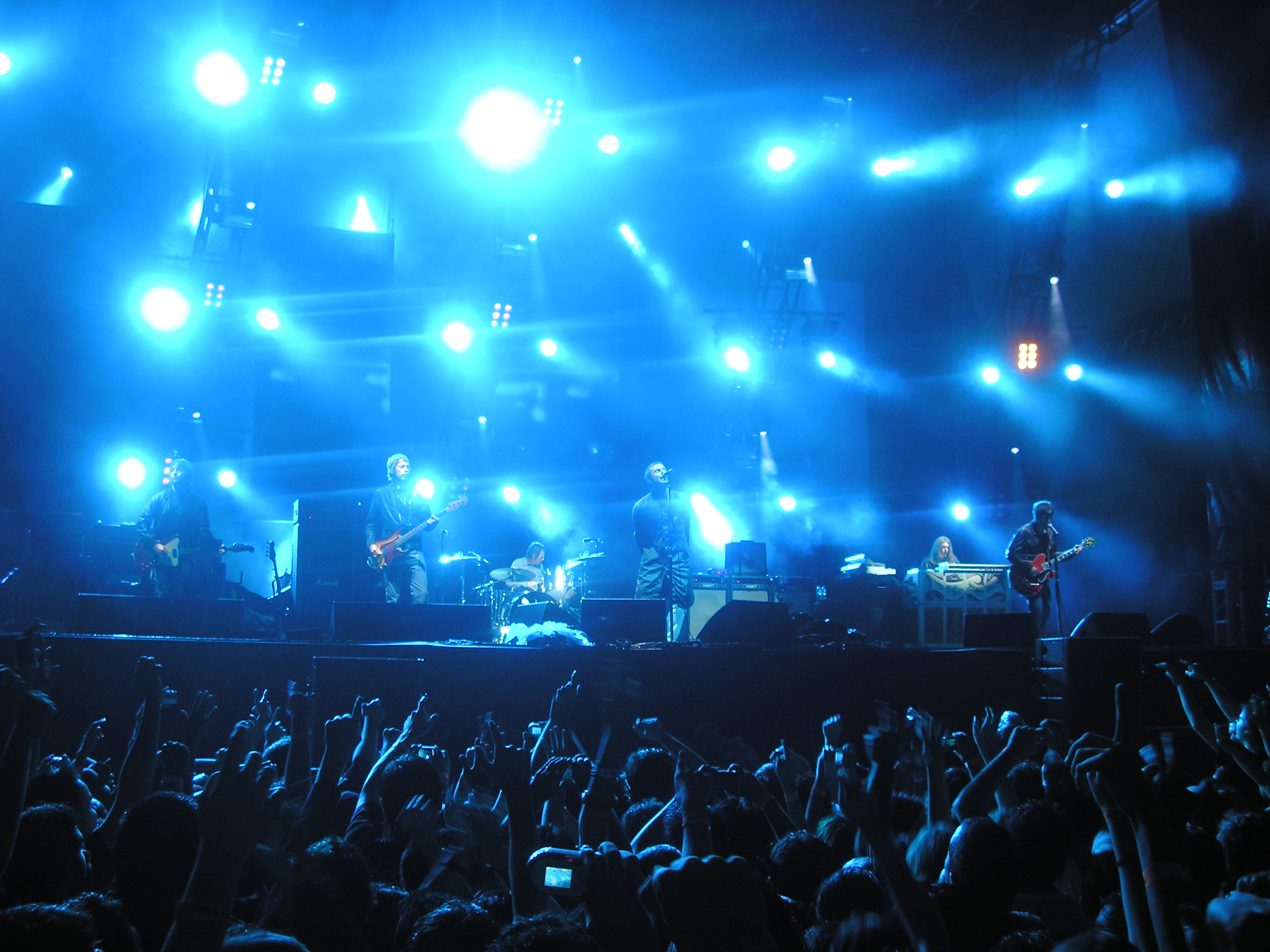
A banda possuía um estilo da música pop, parte em reação à popularidade dos temas líricos mais pesados da música grunge americana e, influências do shoegaze britânico.

O grupo faz parte do movimento britpop e do pop rock. Sendo influenciados musicalmente pelo indie rock, por terem vivido na era da música alternativa. Em um contexto sonoro do Reino Unido, não foi o padrão tradicional do rock britânico que ficou popularmente conhecido na década de 1990, mas sim, a característica singular da banda associada àquele estilo musical, no lançamento de seu primeiro álbum de estúdio.
A voz de Liam foi comparada a uma mistura de John Lennon e John Lydon. Liam afirmou que não tinha nenhuma influência clara, além de John Lennon. No entanto, tem sido conhecidos por incorporarem elementos do punk rock, new wave e até mesmo do jazz. Liam já afirmou que "se não fosse pelo ícone pop da cantora americana Madonna, eu nunca teria entrado na indústria da música", recordando à infância que "foi surpreendido na primeira vez que ouviu a canção 'Like a Virgin' (1984)."
Ao longo da carreira no Oasis, Noel usava diferentes tipos de guitarras, pedais de efeitos e amplificadores de sua grande coleção. A maioria foi utilizada durante as sessões de Standing on the Shoulder of Giants (2000), onde ele decidiu largar o equipamento usado nos três álbuns anteriores, passando a utilizar "muitos pedais estranhos, guitarras antigas e amplificadores pequenos", por conta da demora na entregar do material.

### Influência e influenciados
O Oasis é conhecido por ser fortemente influenciado pelos Beatles, uma influência que foi frequentemente rotulada como uma "obsessão", pela mídia britânica. Os integrantes da banda mencionam The Stone Roses, U2, Bee Gees, T. Rex, Sex Pistols, Slade, Small Faces, The Who, Nirvana, Rolling Stones, The Stooges, The La's, The Doors, Jimi Hendrix, Bob Dylan, Neil Young, Fleetwood Mac — na era de Peter Green, The Kinks, The Jam, Pink Floyd, The Verve, Led Zeppelin, David Bowie, The Velvet Underground e The Smiths, como inspiração.
Muitas bandas e artistas já citaram o Oasis como influência ou inspiração como, The Killers, Coldplay, Arctic Monkeys, Jet, The Strokes, Snow Patrol, Kasabian, Lily Allen, Miles Kane, Maroon 5, Catfish and the Bottlemen, Deafheaven e The Kooks.

## Legado

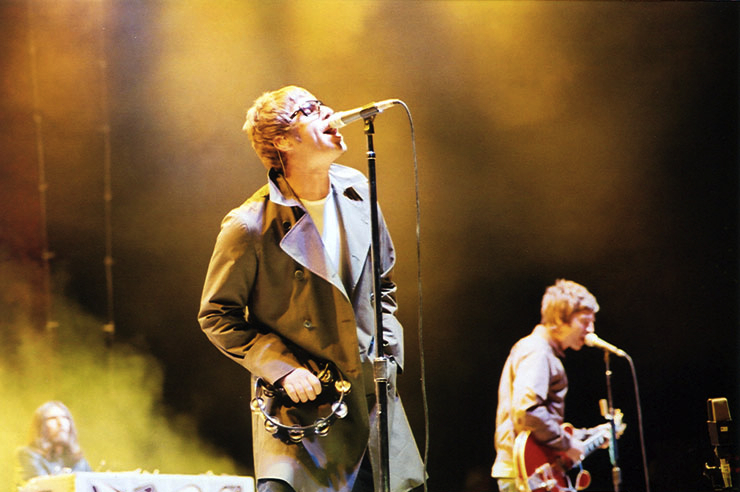
A banda está incluída nas listas dos álbuns mais vendidos do mundo.

O Oasis vendeu mais de 75 milhões de discos em um total de sete álbuns de estúdio, inserindo-os entre os músicos que mais venderam discos de todos os tempos. O segundo álbum de estúdio, (What's the Story) Morning Glory? (1995), está entre os álbuns mais vendidos do mundo, com cerca de 22 milhões de exemplares, sendo listado também entre os álbuns mais vendidos nos Estados Unidos e Reino Unido, com mais de quatro milhões de cópias em ambos. Pela Rolling Stone, foi classificada nas posições de número 34 e 378, nas listas de "100 Melhores Álbuns da Década de 1990" e "500 Melhores Álbuns de Todos os Tempos", respectivamente.
A banda recebeu seu primeiro Prêmio NME através da canção "Live Forever" em 1995, ganhando 17 no total. Estes incluem o de melhor álbum, banda, vídeo e filme musical. No Reino Unido, ganhou seis Brit Awards, nove Q Awards e dois Ivor Novello Awards; assim como outros prêmios, como quatro MTV Europe Music Awards, além de duas indicações ao Prêmio Grammy. Em 2010, a banda foi listada no livro Guinness World Records para o "mais longo Top 10 nas paradas musicais britânicas por um grupo", após possuir 22 hits nas dez primeiras posições em sua terra natal. Também deteve o recorde por ter sido o ato de maior sucesso no Reino Unido entre 1995 e 2005, perdurando 765 semanas com os 75 melhores álbuns e singles lançados.

## Membros
- Liam Gallagher (1991–2009; 2024–presente) – vocal  ·  backing vocal  ·  pandeireta  ·  violão
- Noel Gallagher (1991–2009; 2024–presente) – guitarra rítmica  ·  vocal  ·  backing vocal  ·  teclado  ·  baixo  ·  bateria
- Paul "Bonehead" Arthurs (1991–1999; 2024–presente) – guitarra rítmica  ·  guitarra  ·  teclado  ·  baixo
- Gem Archer (1999–2009; 2024–presente)  – guitarra rítmica  ·  guitarra  ·  teclado  ·  gaita  ·  backing vocal
- Andy Bell (1999–2009; 2024–presente)  – baixo  ·  teclado  ·  guitarra rítmica  ·  guitarra
- Alan White (1995–2004) – bateria  ·  percussão
- Paul "Guigsy" McGuigan (1991–1999) – baixo
- Tony McCarroll (1991–1995) – bateria  ·  percussão

## Discografia
Álbuns de estúdio
- Definitely Maybe (1994)
- (What's the Story) Morning Glory? (1995)
- Be Here Now (1997)
- Standing on the Shoulder of Giants (2000)
- Heathen Chemistry (2002)
- Don't Believe the Truth (2005)
- Dig Out Your Soul (2008)